# République socialiste soviétique autonome de Touva
1961–1992
Entités précédentes :
- Oblast autonome de Touva (RSFSR)

Entités suivantes :
- République de Touva (fédération de Russie)

La république socialiste soviétique autonome de Touva (en russe : Тувинская автономная советская социалистическая республика, Touvinskaïa avtonomaïa sovietskaïa sotsialistitcheskaïa riespoublika) ou RSSA de Touva (en russe : Тувинская АССР, Touvinskaïa ASSR) est une république autonome de l'Union soviétique, membre de la république socialiste fédérative soviétique de Russie et située dans le Sud de la Sibérie. 
Sa capitale est la ville de Kyzyl.

## Histoire

### Contexte de formation
Le 11 octobre 1944, la république populaire de Tannou-Touva devient l'oblast autonome de Touva au sein de la RSFS de Russie, en URSS.

### Histoire de la RSSA
L'oblast autonome de Touva devient la RSSA de Touva le 9 octobre 1961 et elle est reconnue par décret du Præsidium du Soviet suprême le lendemain 10 octobre. Le 8 décembre 1961, le Soviet suprême de l'Union soviétique reconnait la nouvelle entité administrative à son tour .
Le 31 mars 1992, la république de Touva est devenue un membre constituant de la fédération de Russie.